# Berberuša
Berberuša är en ås i Bosnien och Hercegovina.   Den ligger i entiteten Federationen Bosnien och Hercegovina, i den centrala delen av landet, 23 kilometer väster om huvudstaden Sarajevo.
I omgivningarna runt Berberuša växer i huvudsak lövfällande lövskog. Runt Berberuša är det ganska tätbefolkat, med 93 invånare per kvadratkilometer.